# یواس‌اس نایتینگل (ای‌ام‌اس-۵۰)
یواس‌اس نایتینگل (ای‌ام‌اس-۵۰) (به انگلیسی: USS Nightingale (AMS-50)) یک کشتی بود که طول آن ۱۳۶ فوت (۴۱ متر) بود. این کشتی در سال ۱۹۴۳ ساخته شد.